# Treasons Act 1534
Il Treasons Act del 1534 (Atto sui tradimenti) fu un decreto del Parlamento inglese emanato sotto il regno di Enrico VIII nel 1534.
Venne fatto dopo l'Atto di Supremazia (Act of Supremacy) del 1534, che stabiliva che il re fosse il "solo capo della Chiesa d'Inghilterra in Terra." Il Treasons Act 1534 stabiliva che era tradimento, e quindi punibile con la morte non riconoscere l'Act of Supremacy. Thomas More fu giustiziato per questo decreto.